# ادبیات خون‌آشامی

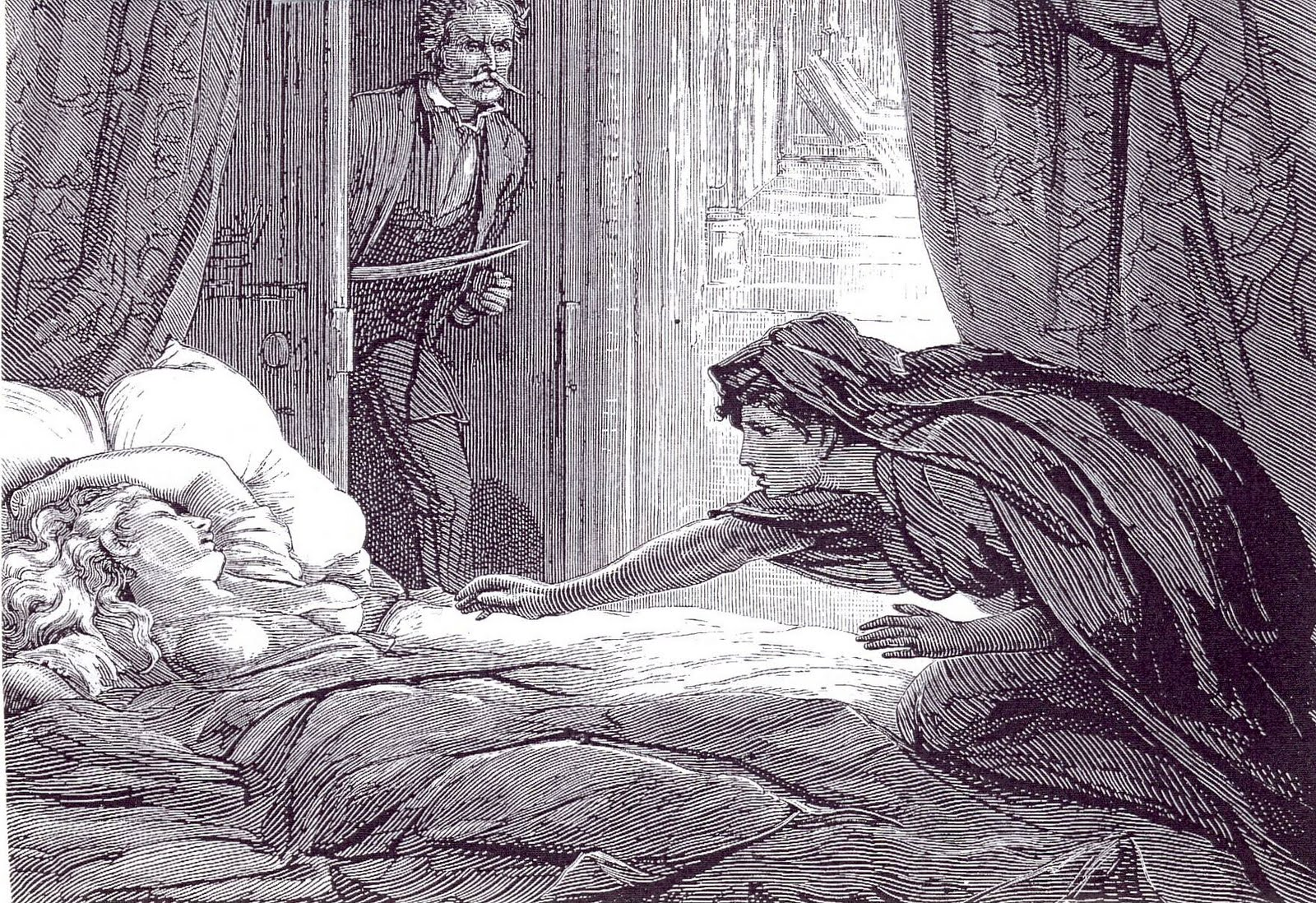
تقاشی بر اساس کارمیلای شریدان لو فانو، از آثار اولیه و تأثیرگذار ادبیات خون‌آشام.

ادبیات خون‌آشام (به انگلیسی: Vampire literature) طیفی از آثار ادبی را در بر می‌گیرد که به موضوع خون‌آشام‌ها مربوط می‌شود. ادبیات خون‌آشام اولین بار در شعر قرن هجدهم و با انتشار خون‌آشام پولیدوری (۱۸۱۹)، که از زندگی و افسانه لرد بایرون الهام گرفته شده بود، ظاهر شد، به یکی از چهره‌های اصلی داستان گوتیک تبدیل شود. آثار تأثیرگذار بعدی پنی مخوف خون‌آشام وارنی (۱۸۴۷)، کارمیلا (۱۸۷۲) اثر شریدان لو فانو دربارهٔ یک خون‌آشام لزبین، و دراکولای برام استوکر (۱۸۹۷). برخی از نویسندگان یک «خون‌آشام دلسوز» را ایجاد کردند که وارنی اولین آن بود. نمونه‌های جدیدتری مانند سری موتو هاگیو؛ قبیله پو (۱۹۷۲–۱۹۷۶)، و رمان مصاحبه با خون‌آشام (۱۹۷۶) اثر آن رایس بودند.